# 우주형제
《우주형제》(宇宙兄弟 우추쿄다이[*])는 고야마 주야의 만화이다. 고단샤의 만화 잡지 《모닝》에서 2008년 1호부터 연재 중이다.
2011년 제56회 쇼가쿠칸 만화상 일반 부문, 제35회 고단샤 만화상 일반 부문을 수상했다. 2012년 4월부터 텔레비전 애니메이션으로 방송 중이며, 같은 해 5월에는 실사 영화화가 개봉되었다.

## 줄거리
2006년 7월 9일, UFO를 보고 우주비행사가 되기로 약속한 뭇타와 히비토 형제. 시간은 흘러 2025년, 약속대로 히비토는 미국 항공우주국의 우주비행사가 되었다. 그에 반해 동생을 비웃은 상사에게 박치기를 하고 자동차 회사에서 짤려 무직이 된 뭇타. 재취직도 신통치 않은 채 의기소침해진 뭇타에게 사정을 들은 히비토에게서 메일이 온다. "그날의 테이프를 들어봐" 메일에 적혀진 대로, 어렸을 때 녹음해 둔 테이프를 들어본 뭇타. 그 때, 뭇타가 미뤄두었던 약속이 선명히 기억나고 다시 한 번 꿈을 향해 도전을 하고자 한다.

## 애니메이션 영화
《우주형제#0》(일본어: 宇宙兄弟#0)은 2014년 공개된 일본의 애니메이션 영화이다.

### 줄거리
약속해, 우리 둘 다 우주비행사가 되는 거야!!!
베테랑 우주비행사 브라이언 제이가 이끌고 있는 달 착륙선 로켓 CES-43의 백업 승무원으로 선발된 난바 히비토. 이례적인 선발에 기뻐하지만, 자신의 실력부족을 고민하는 히비토에게 브라이언은 선배로써 따뜻한 말을 남기고 달로 임무를 떠난다. 그러나 브라이언은 지구로 귀환 중 예상치 못한 사고로 죽고, 이 사고를 이유로 NASA가 우주개발 유인미션까지 재검토하게 되자 히비토는 전에 없던 실의에 빠진다.
한편 꿈을 잊고 자동차 회사 신차 개발 부서에서 일하는 형 뭇타는 현실성 없는 엉뚱한 아이디어만 늘어놓는다는 이유로 회사에서도 손을 놓은 시골 영업소로 좌천된다. 형으로써 브라이언의 죽음으로 실의에 빠진 동생 히비토에게 자신이 해 줄 수 있는 것이 아무것도 없다는 무력감에 괴로워하던 뭇타의 뇌리에 어린 시절 히비토와 함께 했던 어떤 기억이 떠오르는데…

## 실사 영화
《우주형제》(宇宙兄弟 우추쿄다이[*])는 만화 《우주형제》를 원작으로 한 실사 영화로 2012년 5월 5일 전국 도호계 극장에서 개봉되었다. 감독은 영화 《햐쿠하치》의 모리 요시타카가 맡았으며, 오구리 슌과 오카다 마사키가 공동 주연을 맡았다. 영국의 록 밴드 콜드플레이는 이 영화를 통해 처음으로 일본 영화에 자신들의 노래 사용을 허락했다.
일본 우주항공연구개발기구의 협력으로 쓰쿠바 우주 센터에서 촬영을 하거나 미국 항공우주국 케네디 우주 센터에서 실제 우주관리실이나 로켓 가든을 이용한 촬영도 이루어졌다. 또 일본인 우주비행사 노구치 소이치와 버즈 올드린이 본인 역으로 특별출연하기도 했다.
전국 322개 극장에서 개봉되어 2012년 5월 5일, 6일 이틀간 약 3억 8천만엔의 수입을 올리며 28만 명 이상을 동원해 영화관객동원순위에서 2위를 기록했으며, 총 흥행수입 15.4억엔을 기록했다.
2012년 대한민국에서 개최된 '제16회 부천국제판타스틱영화제'에서 최우수상과 관객상을 수상하였다. 일본 영화가 최우수상을 수상한 것은 처음 있는 일이며, 관객상도 함께 수상한 경우는 영화제 사상 처음 있는 일이다.

### 제작진
- 감독 - 모리 요시타카
- 원작 - 고야마 주야 〈우주형제〉 (고단샤 연재)
- 각본 - 오모리 미카
- 음악 - 핫토리 다카유키
- 편집 - 미야지마 류지
- 제작 - 〈우주형제〉 제작위원회 (도호, 고단샤, 덴쓰, 트라이스톤 엔터테인먼트, FM 도쿄, 마이니치 신문사, 일본출판판매, 야후! 재팬, 파미마 닷컴)
- 제작사 - 도호
- 배급 - 도호

### 주제가
- 콜드플레이 〈Every Teardrop Is a Waterfall〉